# Lycaugesia punctilinea
Lycaugesia punctilinea är en fjärilsart som beskrevs av George Francis Hampson 1910. Lycaugesia punctilinea ingår i släktet Lycaugesia och familjen nattflyn. Inga underarter finns listade i Catalogue of Life.